# Flavius Daniliuc
Flavius Daniliuc, né le 27 avril 2001 à Vienne, est un footballeur autrichien qui évolue au poste de défenseur central à l'Hellas Vérone, en prêt de l'US Salernitana.

## Biographie
Alors que Flavius Daniliucl est né à Vienne en Autriche, ses parents sont un couple roumain originaire de Suceava, ayant fui le régime de Ceaușescu en 1989, avant qu'il ne soit renversé au crépuscule de cette même année,.
Durant ses premières années Daniliuc est victime d'une cardiopathie congénitale, un trou dans un ventricule qui l'oblige à subir une intervention chirurgicale à l'âge de 2 ans à l'hôpital général de Vienne. Il passe ensuite une enfance sous surveillance médicale, où ce n'est qu'avec précaution qu'il commence sa pratique sportive.
Bon élève au cours de ses études secondaires, il envisage des études de médecine avant de vraiment commencer sa carrière de sportif professionnel. Musicien amateur, il joue également du piano dans son temps libre.

### Carrière en club

#### Formation entre l'Autriche et le Réal
Ayant commencé sa formation avec l'Admira Wacker Mödling, Daniliuc rejoint le Rapid de Vienne en 2010.
En 2011, il intègre l'académie du Real Madrid (en), où il remporte plusieurs titres avec les équipes de jeunes. Son transfert en Espagne fait toutefois partie des cas qui aboutissent à l'interdiction de transfert imposée au Real Madrid par la FIFA en 2016.
Mais son séjour à Madrid ne permet pas au jeune joueur de s'épanouir, il est victime de harcèlement scolaire de la part de ses ainés dans l'académie, alors que ses parents sont restés en Autriche,.

#### Premiers pas en pro au Bayern
Brièvement passé par le FC Liefering — la réserve du RB Salzbourg — puis le club de Bad Aibling, au sud de la Bavière, c'est finalement l'académie du Bayern Munich que rejoint Flavius Daniliuc après son départ définitif du Real en 2015,.
C'est notamment grâce au parrainage de David Alaba que Daniliuc arrive à intégrer l'iconique club bavarois. En effet les deux joueurs étaient entrés en contact en 2011 via leurs pères respectifs, résidants alors tous les deux dans la capitale autrichienne,. Alaba faisant figure de modèle pour le jeune défenseur, il partage également avec lui le statut d'Autrichien d'origine étrangère, donnant lieu à une relation fraternelle entre Daniliuc et son ainé, qui affirme le voir comme un petit frère,,,.
Champion avec les moins de 17 ans du Bayern, il récupère ensuite le brassard de capitaine de l'équipe des moins de 19 ans notamment en UEFA Youth League. En octobre 2018, Daniliuc est inclus dans la liste des « Next Generation 2018 » du Guardian qui énumère 60 des meilleurs joueurs nés en 2001, tous pays confondus.
Ayant participé à des entrainements avec le groupe professionnel sous l'égide de Carlo Ancelotti, il évolue également en troisième division allemande avec l'équipe reserve bavaroise à partir de 2019,.

#### Débuts au plus haut niveau à Nice
Mais face à la concurrence à son poste chez les champions d'Allemagne, c'est finalement avec l'OGC Nice que le jeune autrichien signe son premier contrat professionnel en juin 2020,.
Mais alors qu'une intégration progressive à l'effectif est dans un temps prévue, la blessure de Dante le propulse comme titulaire dans la défense niçoise : après plusieurs entrées en jeu il est titulaire contre Reims le 6 décembre 2020, son impact physique permettant à son équipe de garder leur cage inviolée pour ce match nul à l'extérieur,,.
Se retrouvant régulièrement titulaire au centre de la défense à trois mise en place par Patrick Vieira puis Adrian Ursea, où il effectue plusieurs performances satisfaisantes, il ne permet néanmoins pas à cette très jeune défense d'éviter plusieurs revers qui maintiennent Nice à distance de ses ambitions européennes à la mi-saison,,,.

### Carrière en sélection

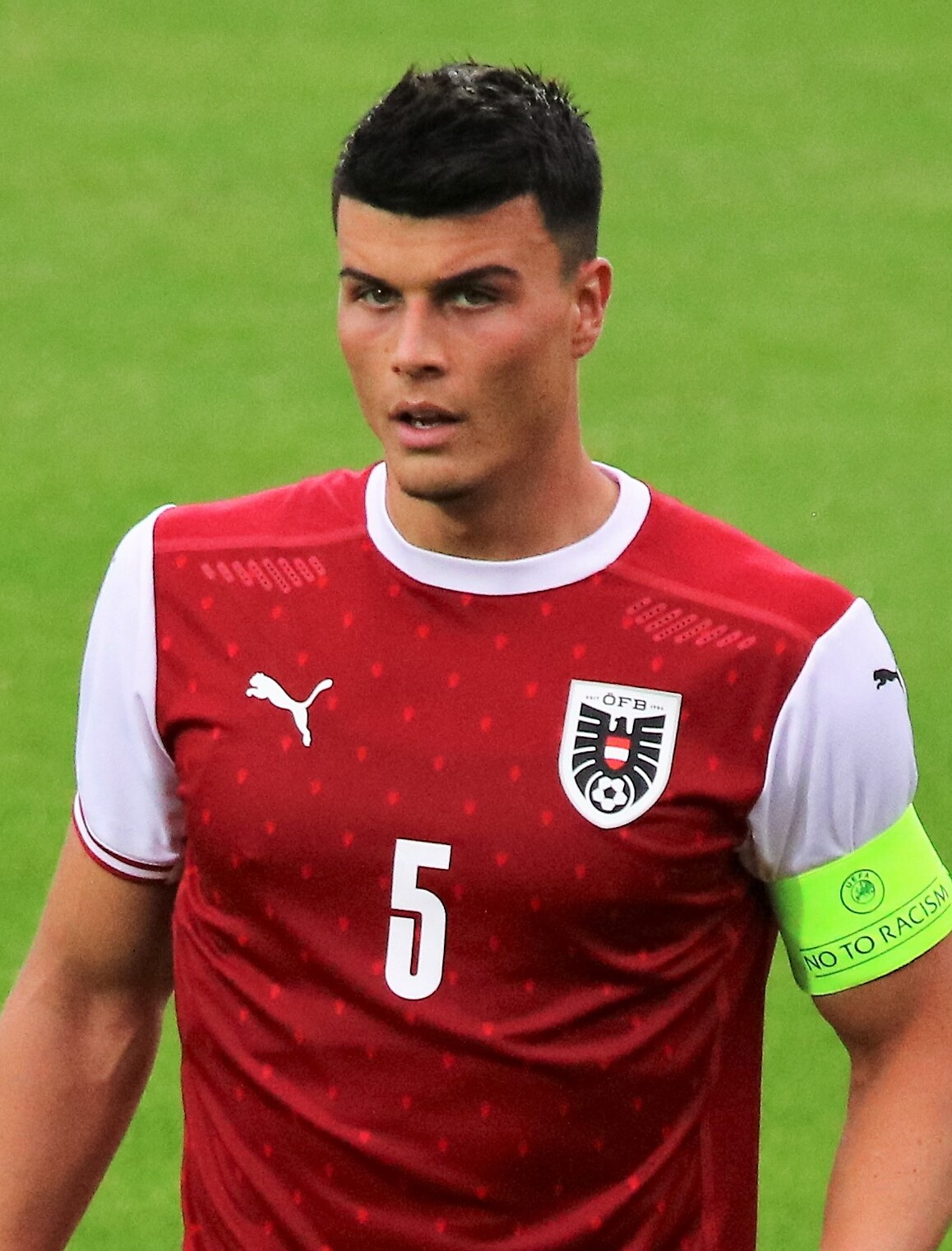
Daniliuc avec l'équipe d'Autriche espoirs en juin 2022.

International avec l'équipe d'Autriche depuis les moins de 15 ans — où il accumule 12 sélections pour 1 but — il connait toutes les sélections de jeunes autrichiennes jusqu'aux moins de 19 ans, accumulant en tout 26 sélections,.
Éligible avec l'équipe de Roumanie, le pays de ses parents, c'est pourtant avec la sélection autrichienne qu'il semble décider à évoluer. Courtisé de fait par la fédération roumaine depuis sa prime adolescence, son père a affirmé à plusieurs reprises sa décision de refuser toute sélection avec la FRF, du fait entre autres de la corruption qui règne dans le milieu footballistique du pays,.
Le 7 juin 2024, il fait partie de la liste des 26 joueurs convoqués par Ralf Rangnick pour disputer l'Euro 2024.

## Style de jeu
Jouant initialement au poste de milieu offensif, il cite encore en 2020 Cristiano Ronaldo comme modèle absolu. Ainsi, alors qu'il joue au Real Madrid, c'est logiquement qu'il y porte le numéro 7, qu'il fait sien également en équipe des moins de 15 ans autrichienne.
C'est au Bayern de Munich qu'il est replacé dans la défense, gardant toutefois de cette reconversion une très forte polyvalence, étant capable d'évoluer à tous les postes de la défense ainsi qu'au milieu, à l'image de son mentor Alaba,. Mais à l'approche de sa majorité c'est surtout au poste de défenseur central qu'il s'affirme, enchainant même les titularisation au centre d'une défense à trois avec Nice,,.
Défenseur puissant et véloce, il possède également une technique notoire, lui permettant de faire bon usage de ses deux pieds, étant ambidextre. Capable de participer au jeu offensif par ses passes longues dont la lecture par l'adversaire est rendue plus difficile du fait de son ambidextrie, son jeu de tête dans sa propre surface ou celle adverse fait aussi partie de ses atouts. Joueur au caractère affirmé, s'étant illustré notamment avec son capitanat en équipe de jeune du Bayern, il manque encore de continuité dans ses performances à l'aube de sa carrière,.
Son profil technique est notamment comparé à celui de son compatriote Aleksandar Dragović.

## Statistiques
| Saison                | Club                  | Championnat           | Championnat | Championnat | Championnat | Coupe(s) nationale(s) | Coupe(s) nationale(s) | Coupe(s) nationale(s) | Compétition(s) continentale(s) | Compétition(s) continentale(s) | Compétition(s) continentale(s) | Compétition(s) continentale(s) | Total | Total | Total |
| Saison                | Club                  | Division              | M.          | B.          | P.d.        | M.                    | B.                    | P.d.                  | Comp.                          | M.                             | B.                             | P.d.                           | M.    | B.    | P.d.  |
| 2019-2020             | Bayern Munich II      | 3.Liga                | 4           | 0           | 0           | -                     | -                     | -                     | -                              | -                              | -                              | -                              | 4     | 0     | 0     |
| Sous-total            | Sous-total            | Sous-total            | 4           | 0           | 0           | -                     | -                     | -                     | -                              | -                              | -                              | -                              | 4     | 0     | 0     |
| 2020-2021             | OGC Nice              | Ligue 1               | 23          | 1           | 0           | 1                     | 0                     | 0                     | C3                             | 2                              | 0                              | 0                              | 26    | 1     | 0     |
| 2021-2022             | OGC Nice              | Ligue 1               | 24          | 0           | 0           | 3                     | 0                     | 0                     | -                              | -                              | -                              | -                              | 27    | 0     | 0     |
| 2022-2023             | OGC Nice              | Ligue 1               | 2           | 0           | 0           | -                     | -                     | -                     | C4                             | -                              | -                              | -                              | 2     | 0     | 0     |
| Sous-total            | Sous-total            | Sous-total            | 49          | 1           | 0           | 4                     | 0                     | 0                     | -                              | 2                              | 0                              | 0                              | 55    | 1     | 0     |
| 2022-2023             | US Salernitana        | Serie A               | 27          | 0           | 2           | -                     | -                     | -                     | -                              | -                              | -                              | -                              | 27    | 0     | 2     |
| 2023-2024             | US Salernitana        | Serie A               | 14          | 0           | 0           | -                     | -                     | -                     | -                              | -                              | -                              | -                              | 14    | 0     | 0     |
| Sous-total            | Sous-total            | Sous-total            | 41          | 0           | 2           | 0                     | 0                     | 0                     | -                              | 0                              | 0                              | 0                              | 41    | 0     | 2     |
| Total sur la carrière | Total sur la carrière | Total sur la carrière | 90          | 1           | 2           | 4                     | 0                     | 0                     | -                              | 2                              | 0                              | 0                              | 96    | 1     | 2     |

## Palmarès
| Bayern Munich - Bundesliga U17 (de) - Champion : 2017 Bayern Munich II - 3. Liga - Champion en 2019-20 OGC Nice - Coupe de France - Finaliste en 2021-22 |